# Skomrak
Skomrak är en tätort i Lyngdals kommun i Agder fylke i södra Norge. Orten ligger vid fylkesväg 4080, på östra sidan av Rosfjorden, söder om staden Lyngdal.
Tidigare har orten tillhört dåvarande Austads kommun.